# Leishmania major
Leishmania major — вид жгутиконосных паразитических протистов рода Leishmania, возбудитель зоонозного кожного лейшманиоза Старого Света (сельский, раннеизъязвляющийся лейшманиоз). Облигатные паразиты. Естественным резервуаром служат грызуны, преимущественно подсемейства песчанковых; человек является случайным хозяином. Распространена в пустынных и полупустынных областях Средней Азии, Ближнего Востока и Северной Африки. Переносчик — москит, в основном вида Phlebotomus papatasi.
Геном L. major секвенирован. Образцом служил штамм Friedlin.